# Кипра
Кипра (болг. Кипра) — село в Болгарии. Находится в Варненской области, входит в общину Девня. Состоит из примерно десяти улиц и 250 домов, население составляет около 500 человек. Расположено в предгории Франгерского плато и очень живописно.
В селе находятся христианская церковь, два музея, библиотека, работают три магазина смешанной торговли, механа «Чапая» (сельский ресторанчик) на 35 мест со средним счётом на одного гостя 5 евро, фирменное блюдо которого — домашняя «наденица» (жареная сырая колбаска ручной вязки с традиционными приправами). Функционирует недавно построенная современная гостиница на 20 мест с собственным рестораном. В центра села расположен уютный фольклорный комплекс под открытым небом с рестораном-барбекю.
Село с центральным водоснабжением и полностью канализировано, кабельный и оптический интернет доставляют два оператора, установлена вышка одного из трёх местных операторов сотовой связи, что обеспечивает уверенную работу мобильных телефонов. Все улицы села, кроме двух, асфальтированы и освещаются в ночное время, впервые в Болгарии двенадцатью камерами осуществляется круглосуточное видеонаблюдение за въездами и выездами, что помогает обеспечению безопасности жителей села. Преступности нет. Стоимость домов старой постройки с участками 10-12 соток составляет от 10 до 20 тысяч евро, вновь построенных домов - 40-60 тысяч евро, но их предложение невелико.
23 мая каждого года жители отмечают праздник села, сопровождаемый самодеятельной фольклорной программой и обязательным вечерним фейерверком. В селе имеется железнодорожная остановка без кассира и без руководителя железнодорожного движения, которая находится 500 м на запад от него.

## Политическая ситуация
В местном кметстве Кипра, в состав которого входит Кипра, должность кмета (старосты) исполняет Димитър Христов Димитров, избранный прямым голосованием жителей села.
Кмет (мэр) общины Девня — Свилен Шитов (ГЕРБ), по результатам выборов в правление общины.